# Manče
Manče este o localitate din comuna Vipava, Slovenia, cu o populație de 140 de locuitori.